# Чемпионат Северной, Центральной Америки и Карибского бассейна по волейболу среди женщин 2011
22-й чемпионат Северной, Центральной Америки и Карибского бассейна (NORCECA) по волейболу среди женщин проходил с 12 по 17 сентября 2011 года в Кагуасе (Пуэрто-Рико) с участием 9 национальных сборных команд. Чемпионский титул в 6-й раз в своей истории выиграла сборная США.

## Команды-участницы
Пуэрто-Рико — страна-организатор;
Доминиканская Республика, Канада, Коста-Рика, Куба, Мексика, США — по результатам рейтинга NORCECA;
Панама — по итогам чемпионата Центральной Америки (2-е место);
Тринидад и Тобаго — чемпион Карибской зональной волейбольной ассоциации (CAZOVA).

## Система проведения чемпионата
9 команд-участниц на предварительном этапе разбиты на три группы, в которых команды играют в один круг. За победу со счётом 3:0 победитель получает 6 очков, за победу 3:1 — 5, 3:2 — 4 очка, за поражение 2:3 проигравший получает 3 очка, 1:3 — 2 и 0:3 — 1 очко. Две лучшие команды из числа победителей групп напрямую выходят в полуфинал плей-офф. Оставшийся победитель группового турнира и команды, занявшие в группах вторые места, выходят в четвертьфинал и в стыковых матчах определяют ещё двух участников полуфинала. Полуфиналисты по системе с выбыванием определяют призёров первенства. Проигравшие в 1/4-финала разыгрывают итоговое 5-е место. Итоговые 7—9-е места также по системе с выбыванием разыгрывают худшие команды в группах.

## Предварительный этап

### Группа А
| М | Команда     | 1   | 2   | 3   | И | В | П | С/П | О  |
| - | ----------- | --- | --- | --- | - | - | - | --- | -- |
| 1 | Пуэрто-Рико |     | 3:0 | 3:0 | 2 | 2 | 0 | 6:0 | 12 |
| 2 | Мексика     | 0:3 |     | 3:1 | 2 | 1 | 1 | 3:1 | 6  |
| 3 | Коста-Рика  | 0:3 | 1:3 |     | 2 | 0 | 2 | 1:6 | 3  |

12 сентября: Пуэрто-Рико — Коста-Рика 3:0 (25:8, 25:12, 25:10).
13 сентября: Мексика — Коста-Рика 3:1 (25:21, 21:25, 25:11, 25:17).
14 сентября: Пуэрто-Рико — Мексика 3:0 (25:16, 25:18, 28:26).

### Группа В
| М | Команда           | 1   | 2   | 3   | И | В | П | С/П | О  |
| - | ----------------- | --- | --- | --- | - | - | - | --- | -- |
| 1 | США               |     | 3:0 | 3:0 | 2 | 2 | 0 | 6:0 | 12 |
| 2 | Канада            | 0:3 |     | 3:1 | 2 | 1 | 1 | 3:4 | 6  |
| 3 | Тринидад и Тобаго | 0:3 | 1:3 |     | 2 | 0 | 2 | 1:6 | 3  |

12 сентября: Канада — Тринидад и Тобаго 3:1 (25:15, 28:30, 25:22, 25:11).
13 сентября: США — Канада 3:0 (25:19, 25:19, 25:23).
14 сентября: США — Тринидад и Тобаго 3:0 (25:14, 25:16, 25:11).

### Группа С
| М | Команда                  | 1   | 2   | 3   | И | В | П | С/П | О  |
| - | ------------------------ | --- | --- | --- | - | - | - | --- | -- |
| 1 | Куба                     |     | 3:0 | 3:0 | 2 | 2 | 0 | 6:0 | 12 |
| 2 | Доминиканская Республика | 0:3 |     | 3:0 | 2 | 1 | 1 | 3:3 | 4  |
| 3 | Панама                   | 0:3 | 0:3 |     | 2 | 0 | 2 | 0:6 | 2  |

12 сентября: Доминиканская Республика — Панама 3:0 (25:12, 25:10, 25:15).
13 сентября: Куба — Панама 3:0 (25:13, 25:15, 25:7).
14 сентября: Куба — Доминиканская Республика 3:0 (25:15, 29:27, 25:22).

## Плей-офф

### Полуфинал за 7—9 места
15 сентября
Коста-Рика — Панама 3:1 (25:21, 25:17, 21:25, 25:19).

### Четвертьфинал
15 сентября
Доминиканская Республика — Канада 3:0 (25:17, 25:22, 25:21)
США — Мексика 3:0 (25:11, 25:8, 25:19)

### Полуфинал за 1—4 места
16 сентября
США — Куба 3:0 (25:20, 25:17, 25:13)
Доминиканская Республика — Пуэрто-Рико 3:0 (25:16, 25:23, 25:22)

### Матч за 7-е место
16 сентября
Тринидад и Тобаго — Коста-Рика 3:0 (26:24, 25:21, 25:12).

### Матч за 5-е место
17 сентября
Мексика — Канада 3:0 (22:25, 25:23, 25:18, 25:22).

### Матч за 3-е место
17 сентября
Куба — Пуэрто-Рико 3:0 (25:20, 25:15, 25:21).

### Финал
17 сентября
США — Доминиканская Республика 3:0 (25:15, 25:23, 25:18).

## Итоги

### Положение команд
| США                      |
| Доминиканская Республика |
| Куба                     |
| 4. Пуэрто-Рико           |
| 5. Мексика               |
| 6. Канада                |
| 7. Тринидад и Тобаго     |
| 8. Коста-Рика            |
| 9. Панама                |

### Призёры
США: Линдси Берг, Николь Дэвис, Хизер Боун, Алиша Гласс, Дженнифер Тамас, Кимберли Гласс, Джордан Ларсон, Нэнси Метколф, Логан Том, Фолуке Акинрадево, Меган Ходж, Дестини Хукер. Главный тренер — Хью Маккатчен.
  Доминиканская Республика: Аннерис Варгас Вальдес, Дайана Бургос Эррера, Бренда Кастильо, Ниверка Марте Фрика, Кандида Ариас Перес, Сидарка Нуньес, Милагрос Кабрал де ла Крус, Карла Эченике Медина, Синди Рондон Мартинес, Присилла Ривера Бренс, Бетания де ла Крус де Пенья, Ана Бинет Стефенс. Главный тренер — Маркос Квик.
  Куба: Вильма Салас Роселл, Янелис Сантос Алленье, Алёна Рохас Орта, Йоана Паласиос Мендоса, Даймара Лескай Кахигаль, Эмили Боррелл Круз, Ана Иллиан Клегер Абель, Лианнес Кастаньеда Симон, Росанна Хьель Рамос, Кения Каркасес Опон, Юсидей Силье Фромета, Жизель Сильва Франко. Главный тренер — Хуан Карлос Гала Родригес.

### Индивидуальные призы
MVP:  Бетания де ла Крус де Пенья
Лучшая нападающая:  Янелис Сантос Алленье
Лучшая блокирующая:  Мариса Филд
Лучшая на подаче:  Логан Том
Лучшая на приёме:  Бренда Кастильо
Лучшая в защите:  Бренда Кастильо
Лучшая связующая:  Линдси Берг
Лучшая либеро:  Бренда Кастильо
Самая результативная:  Сара Павэн